# Beleg van Kamerijk (1581)
Het Beleg van Kamerijk (1581), was een belegering op de grensstad Kamerijk (tegenwoordig Cambrai) van september 1580 tot en met 24 augustus 1581 door Parma. De stad werd ontzet door Frans van Anjou, door de opstandelingen aangestelde "heer der Nederlanden" met behulp van een groot Frans leger. Parma brak met de komst van deze overmacht zijn beleg op.

## Achtergrond
Kamerijk was de hoofdstad van het sticht Kamerijk, gelegen in de Nederrijns-Westfaalse Kreits van het Heilige Roomse Rijk, ten noorden grenzend aan de Habsburgse Nederlanden en ten zuiden aan Frankrijk. Hoewel de prins-bisschop zetelend in Le Cateau-Cambrésis formeel zelfstandig was en stemgerechtigd in de Rijksdag, terwijl de stad Kamerijk zelfs een vrije rijksstad was, werd het gebied al enige decennia feitelijk beheerst door de Spaanse Habsburgers die in 1543 in Kamerijk een Spaans garnizoen hadden gelegerd. Toch is het nooit door Habsburg geannexeerd: het is nooit aan de Bourgondische Kreits toegevoegd, het werd niet genoemd in de Transactie van Augsburg van 1548 noch in de Pragmatieke Sanctie van 1549, het had geen vertegenwoordiging in de Habsburgse Staten-Generaal van de Nederlanden en was derhalve geen van de Zeventien Provinciën.

## Aanloop
Boudewijn van Gaveren, een Henegouwse edelman, koos in 1576 de kant van de Staten-Generaal en maakte zich in dat jaar ook meester van de stad Kamerijk; als beloning werd hij aangesteld als bevelhebber van de stad.
Het kostte prins Willem van Oranje veel moeite om de Staten-Generaal te overtuigen om de hertog van Anjou in september 1580 aan te stellen als soeverein "vorst en heer der Nederlanden". De opstandelingen hoopten hiermee te bereiken dat ook Frankrijk zich als traditionele vijand van het Spaanse Rijk in de oorlog zou mengen. De calvinisten waren echter de Bartholomeusnacht niet vergeten en konden zich niet voorstellen dat de Fransen hun haat aan de "ketters" alweer vergeten waren. Ronduit wantrouwig waren ze wegens zijn verzekering dat de vrijheden van de Nederlanders zouden worden gerespecteerd en hij daarom nooit een poging zou wagen de provinciën met Frankrijk te verbinden toen het Plakkaat van Verlatinghe werd opgesteld. Anjou voelde niets voor een rechtstreekse oorlogsverklaring aan het Spaanse Rijk maar liet de Nederlanders niet geheel zonder bijstand.
Anjou beschikte over een leger van zeventienduizend man. Op uitnodiging van Boudewijn van Gaveren (of 'Gavre'), heer van Inchy, bevelhebber van Kamerijk, was dit leger op 16 augustus voor de stad en het kasteel van Kamerijk verschenen. Het leger bestond uit twaalfduizend man voetvolk en vijfduizend ruiters. Een groot deel bestond uit hoge Franse edelen, voor wie de onderneming meer een plezierreisje was.

## Ontzet

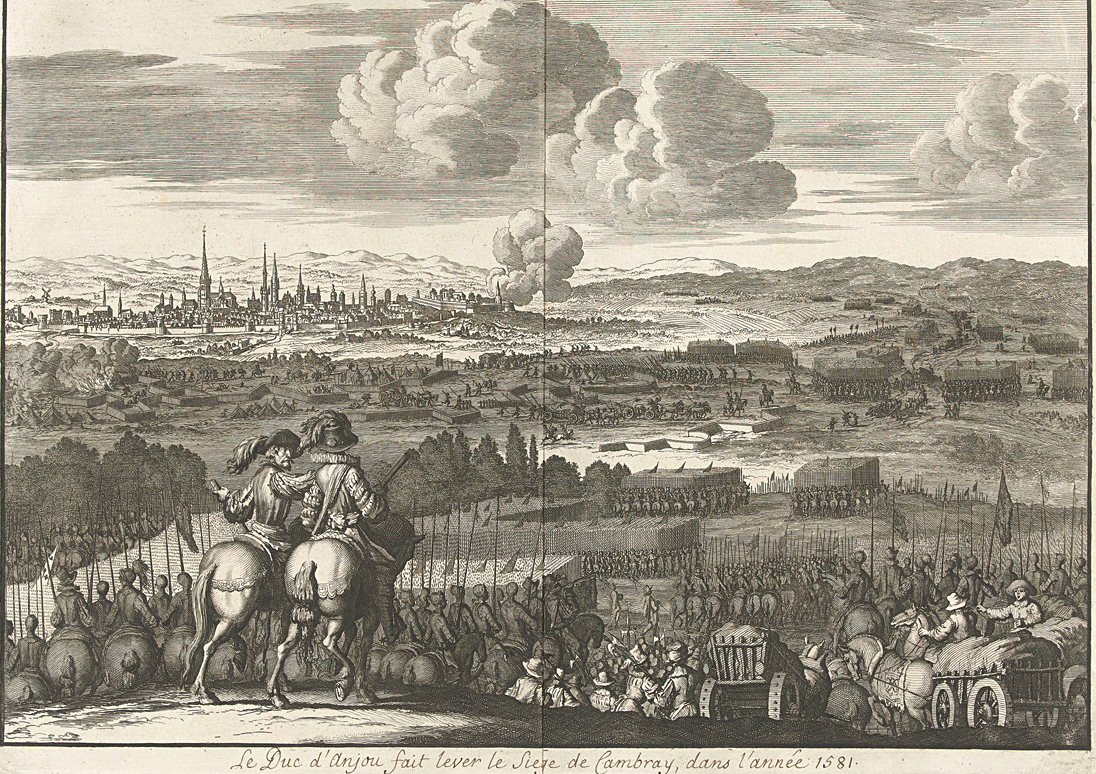
Anjou voor Kamerijk

Al meer dan een jaar werd Kamerijk belegerd door Parma, hongersnood had de inwoners tot het uiterste gebracht.
Op de 17e moest Parma het beleg opbreken, op de 18e trok Anjou de stad in, op 20 augustus veroverde Anjou ook de heerlijkheid Kamerijkskasteel (Le Cateau-Cambrésis). Hij werd met na het ontzet met grote blijdschap ontvangen. Anjou trok zegepralend de stad in en trok daarna meteen in het kasteel, daar had Van Gaveren een groot banket voor hem georganiseerd. Van Gaveren, die zoveel moeite had gedaan de stad te verdedigen verwachtte dat hij gouverneur zou blijven, maar Anjou plaatste achter zijn rug om een Frans garnizoen in de stad en gaf het bevel daarover aan Boudewijn van Gaveren, heer van Baligny. Van Gaveren beklaagde zich hier nog over bij Anjou, maar hij werd bespot. Anjou probeerde hem nog ter compensatie wegens het verlies van de stad de heerlijkheid Le Cateau-Cambrésis aan te bieden maar Van Gaveren liep weg.

## Nasleep
Anjou voorzag de stad van levensmiddelen en een bezetting, daarmee dacht hij ook genoeg gedaan te hebben voor de stad. Hij nam nog wat onbeduidende plaatsen in de omgeving in. De prins van Oranje moedigde Anjou nog aan verder door te dringen, meer steden aan te vallen. Anjou juichte dat plan toe, maar hij deed niets. Hij dankte het leger af, de ruiters keerden terug naar Frankrijk, het voetvolk nam merendeels dienst in het Staatse leger, daarnaast was er ook veel verloop omdat er geen soldij was betaald voor hun diensten. Anjou zelf ging naar Engeland om een huwelijksaanzoek te doen aan koningin Elizabeth. Farnese kon daardoor op 10 oktober ongestoord beginnen aan zijn belegering van Doornik. Hij hoopte op een makkelijke inname omdat de stadhouder, Peter van Melun, afwezig was. Het bevel was nu in handen van zijn vrouw, Christina van Lalaing, een nichtje van Filips van Montmorency, de onthoofde graaf van Hoorne. Farnese wist de stad op 30 november te winnen.